# Bathygobius niger
Bathygobius niger är en fiskart som först beskrevs av Smith, 1960.  Bathygobius niger ingår i släktet Bathygobius och familjen smörbultsfiskar. Inga underarter finns listade.